# 桂宗信
桂 宗信（かつら むねのぶ、享保20年〈1735年〉 - 寛政2年8月27日〈1790年10月5日〉）とは、江戸時代中期の大坂の浮世絵師。

## 来歴
月岡雪鼎の門人、大坂の人。姓は桂、名は常政のちに宗信。俗称は源吾または源五郎。字は雪典。雪典、左司馬、眉仙、通神道人、通神亭と号す。今橋中橋筋北横町、また舟町に住む。作画期は明和から天明にかけてで、肉筆の美人画や読本、狂歌本などの挿絵を描く。享年56、墓所は大阪天王寺区の清寿院。門人に大坂の閨秀画家桂三木がいる。

## 作品
- 『狂歌 両節東街道』　狂歌本　※安永9年（1780年）刊行
- 『絵本三国志』　読本　※天明8年（1788年）刊行
- 「美人納涼図」　絹本著色1幅　個人蔵　※款記「桂宗信」、印章「宗信」白文方印[1]